# Myron J. Gordon
Myron Jules Gordon (15 ottobre 1920 – Summit, 5 luglio 2010) è stato un economista statunitense.
Professore di finanza all'Università di Toronto, è celebre per la pubblicazione nel 1959 del modello di Gordon per la valutazione di azioni e imprese.
Gordon si è laureato all'Università del Wisconsin-Madison nel 1941 e ha conseguito il dottorato ad Harvard nel 1952.